# Famoussa Koné
Famoussa Koné (* 3. Mai 1994 in Bamako) ist ein malischer ehemaliger Fußballspieler.

## Karriere

### Verein
Koné spielte bis 2012 für die Nachwuchsabteilung vom SC Bastia. Anschließend folgte die Aufnahme in den Profikader. Darüber hinaus spielte er auch für SC Bastia B, der Zweitmannschaft vom SC Bastia. Zur Saison 2015/16 lieh ihn sein Klub in die türkische TFF 1. Lig an Samsunspor aus.
Zur Saison 2016/17 wurde er an den türkischen Zweitligisten Göztepe Izmir abgegeben und von diesem für die Saison 2016/17 an den Ligarivalen Samsunspor ausgeliehen und für die Saison 2017/18 an den aserbaidschanischen Klub FK Qəbələ. Die Spielzeit 2018/19 verbrachte er als Leihspieler beim Zweitligisten Adanaspor.

### Nationalmannschaft
Koné spielt seit 2012 für die malische U-17- und die malische U-20-Nationalmannschaft. Mit Letzterer nahm er an der U-20-Fußball-Afrikameisterschaft 2013 teil und erreichte den vierten Platz.

## Erfolge
Mit der malischen U-20-Nationalmannschaft
- Vierter der U-20-Afrikameisterschaft: 2013